# Hetereleotris vulgaris
Hetereleotris vulgaris és una espècie de peix de la família dels gòbids i de l'ordre dels perciformes.

## Morfologia
Els mascles poden assolir els 4 cm de longitud total.

## Distribució geogràfica
Es troba al Mar Roig, Djibouti, Moçambic, el sud d'Oman, Pakistan i el Mediterrani oriental.